# Skydra
Skydra (griechisch Σκύδρα (f. sg.)) ist eine Gemeinde in der griechischen Region Zentralmakedonien. Sie ist in die beiden Gemeindebezirke Skydra und Meniida untergliedert. Verwaltungssitz ist die gleichnamige Stadt Skydra.

## Lage
Die Gemeinde Skydra erstreckt sich im Westen Zentralmakedoniens über eine Fläche von 240,279 km². Angrenzende Gemeinden sind im Norden Almopia, im Osten Pella, im Süden Naousa und im Westen Edessa.

## Verwaltungsgliederung
Als Landgemeinde Vertekop (Κοινότητα Βερτεκόπ Kinotita Vertekop) 1918 anerkannt und 1922 durch Eingemeindungen erweitert erfolgte 1926 die Umbenennung in Skydra. Mehrfach wurde die Landgemeinde bis 1958 durch Gebietskorrekturen verändert. Die Zusammenlegung mit sechs weiteren Landgemeinden und die Erhebung Skydras zur Gemeinde folgte 1989. Im Rahmen der Gemeindereform 1997 erfolgte die Eingliederung weiterer fünf Landgemeinden. Anlässlich der Verwaltungsreform 2010 wurde Skydra mit Meniida zur neuen Gemeinde Skydra  fusioniert. Die bisherigen Gemeinden haben seither den Status von Gemeindebezirken und sind weiter in den Stadtbezirk Skydra als Verwaltungssitz sowie in 16 Ortsgemeinschaften untergliedert. Bürgermeisterin seit 2014 ist die Juristin Katerina Ignatiadou.
| Gemeindebezirk | griechischer Name         | Code   | Fläche (km²) | Einwohner 2001 | Einwohner 2011 | Stadtbezirke / Ortsgemeinschaften (Δημοτική /Τοπική Κοινότητα)                                               | Lage |
| -------------- | ------------------------- | ------ | ------------ | -------------- | -------------- | --- | ---- |
| Skydra         | Δημοτική Ενότητα Σκύδρας  | 100401 | 120,275      | 15.564         | 15.613         | Skydra, Arseni, Aspro, Dafni, Kalyvia, Lipochori, Loutrochori, Mavrovouni, Nea Zoi, Petrea, Rizo, Sevastiana |      |
| Meniida        | Δημοτική Ενότητα Μενηίδος | 100402 | 120,004      | 05.493         | 04.575         | Anydro, Kali, Kallipoli, Kranea, Mandalou, Profitis Ilias                                                    |      |
| Gesamt         | Gesamt                    | 1004   | 240,279      | 21.057         | 20.188         | |      |